# Áisa bint Abi Bakr
Áisa bint Abi Bakr (arabul: عائشة بنت أبي بكر, tudományos átiratban: ˤĀ’iša bint Abī Bakr; Mekka, 613/614 – Medina, 678. július 13.) Mohamed próféta legkedvesebb felesége, az első kalifa, Abu Bakr leánya. Áisa fontos szereplő Mohamed hagyományainak (hadíszok) továbbadásában, emellett politikai szerepet is vállalt a korai muszlim közösségben. A szunnita muszlimok körében általános tiszteletnek örvend, a próféta többi feleségéhez hasonlóan állandó jelzője szerint „a hívők édesanyja” (arabul: umm al-muminín / umm al-mu’minīn). A síita iszlámban emlékezete negatív, mivel a 656-ban kirobbant polgárháború során a negyedik kalifa, a síiták által első imámnak tekintett Ali ibn Abi Tálib ellen foglalt állást.

## Családja, életútja a házasságáig
Édesanyja az Umm Rúmánként ismert Zajnab bint Ámir ibn Uvajmir volt a Kinána törzsből, aki első férje halála után ment hozzá Abu Bakrhoz annak második feleségeként. Áisának egyetlen  édestestvére volt, Abd ar-Rahmán. 615-ben Áisa apjával tartott a Mekkában a Kurajs törzs üldözésének kitett muszlimok abesszíniai kivándorlása (ún. első hidzsra) során. A későbbi kalifa meg akarta óvni az akkor még kislány Áisát az utazás nehézségeitől és veszélyeitől, ezért férjhez akarta adni bizonyos Dzsubajr ibn Mutimhoz, de csak eljegyzésre került sor.

## Házassága Mohamed prófétával
Több forrás is említi, hogy Áisa jelenlétében kapta meg a Próféta a legtöbb kinyilatkoztatást Istentől.

## Áisa bint Abu Bakr jelleme
Áisa a források szerint sokoldalú, okos, talpraesett és kiváló erkölcsű asszony volt, aki egész életében támogatta a rászorulókat. Többek között ezekért a tulajdonságokért is tisztelik és tekintenek rá a muszlimok példaképként.
678-ban, Ramadán havának 17. napján halt meg, Mekkában, 65 évesen.